# Јешива
Јешива (хебр. ישיבה — седење) талмудска је школа за младе студенте, до двадесет година старости. Ученици су неудани Јевреји, удани Јевреји упишу у Колел.